# Borough of Wyre
Brough of Wyre  är ett distrikt (motsvarande kommun) i grevskapet Lancashire i England, Storbritannien. Distriktet har 114 809 invånare (2022). Större orter är Cleveleys, Fleetwood, Garstang, Poulton-le-Fylde och Thornton. Clevelys, Thornton och Poulton-le-Fylde ingår inte i någon civil parish, resten av distriktet är indelat i 21 civil parishes.